# Kambodzsa címere

Kambodzsa címere

Kambodzsa címere egy vörös és kék színű pajzs, amelyet aranyszínű búzakalász vesz körül, a pajzson egy díszes oszlop tetején egy fogaskerék látható, a pajzsot két oldalt egy-egy sárkány tartja. Felül egy aranyszínű napot, azon pedig egy lángszerű jelképet helyeztek el, alul aranyszínű szalagon az ország neve olvasható khmerül.